# میرزا یحیی امام جمعه خویی

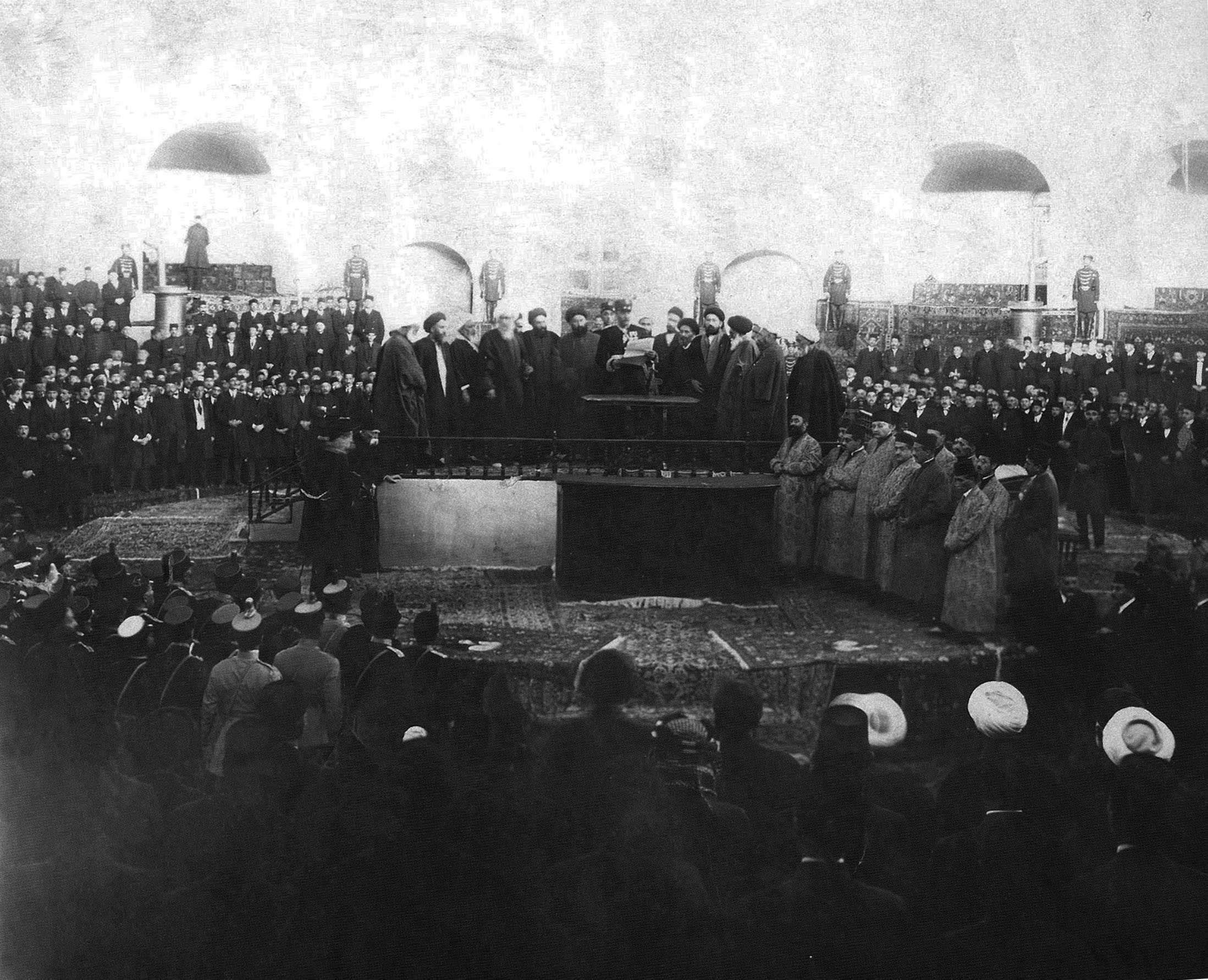
میرزا یحیی امام جمعه خویی در سوگند رضا شاه در برابر مجلس مؤسسان در تکیه دولت در روز بیست و چهارم آذر ۱۳۰۴

حاج میرزا یحیی امام جمعه خویی‌ (۱۲۳۹ شمسی/۱۲۷۶ قمری - شهریور ۱۳۲۴ شمسی) از مجتهدین شیعه دوران مشروطیت بود.

## زندگی‌نامه
در ۱۲۳۹ در خوی زاده شد و پس از تحصیل مقدماتی در خوی و تبریز به نجف رفت و نزد علاّمه مامقانی و فاضل شربیانی و میرزا حبیب‌الله رشتی و آخوند خراسانی تحصیل کرد و به اجتهاد رسید و به تهران رفت.

## در مجلس مشروطه
وی در اولین دورهٔ مجلس شورای ملی به نمایندگی از تبریز، و در دورهٔ دوم به عنوان یکی از پنج نفر علمای طراز اول از سوی مراجع تقلید نجف برگزیده شد تا بر مطابقت مصوبات مجلس با احکام شرع نظارت داشته باشند. بنابر قانون اساسی، آخوند خراسانی مرجع بزرگ شیعه در نجف بیست نفر از علما را به مجلس معرفی کرد تا پنج نفر از آنها را به اتفاق آرا یا به قید قرعه برگزینند. در بیستم امرداد ۱۲۸۹ رأی‌گیری به عمل آمد و پنج نفر انتخاب شدند که امام جمعه خوئی جزو آنها نبود اما اتفاق آرا حاصل نشد و در نشست بعدی که دو روز بعد برگزار شد، تنها میرزا زین العابدین قمی رأی همه ۶۸ نماینده حاضر را کسب کرد و چهار نفر دیگر به قید قرعه انتخاب شدند. امام جمعه خوئی یکی از چهار نفری بود که نامش در قرعه درآمد. پس از حاج میرزا زین العابدین قمی، او دومین نفر از علمای پنج‌گانه بود که وارد مجلس شد (پنجم شهریور ۱۲۸۹). در سال ۱۳۰۴ نمایندهٔ خوی در مجلس مؤسسان بود. امام جمعهٔ خویی عاقد دختران رضا شاه بود.

## درگذشت
وی در سال ۱۳۶۴ق/۱۳۲۴ش درگذشت.

## فرزندان
او نه پسر به نام‌های محمدامین (صدرالاسلام)، جواد، قوام‌الدین، اسدالله، نظام‌الدین امامی، جمال امامی، نورالدین و حسن و … از دو زن داشت. جمال، نظام الدین، نورالدین و جواد امامی در دورهٔ محمد رضا شاه سمت‌های عالی‌رتبه‌ای چون نمایندگی مجلس را عهده‌دار بودند.